# Hertsön
Hertsön es una isla sueca en el golfo de Botnia, en gran medida ocupado por los distritos orientales de la ciudad de Luleå.
Debido a la elevación de la tierra, las islas de Svartön, Mulön, Granön y Björkön se han fusionado con la isla. El tamaño de la isla es de alrededor de 73 km², haciendo de ella la duodécima isla por tamaño de Suecia.